# Bernecebaráti
Bernecebaráti é um município da Hungria, situado no condado de Peste. Tem 37,69 km² de área e sua população em 2015 foi estimada em 860 habitantes.